# Baron Cherleton

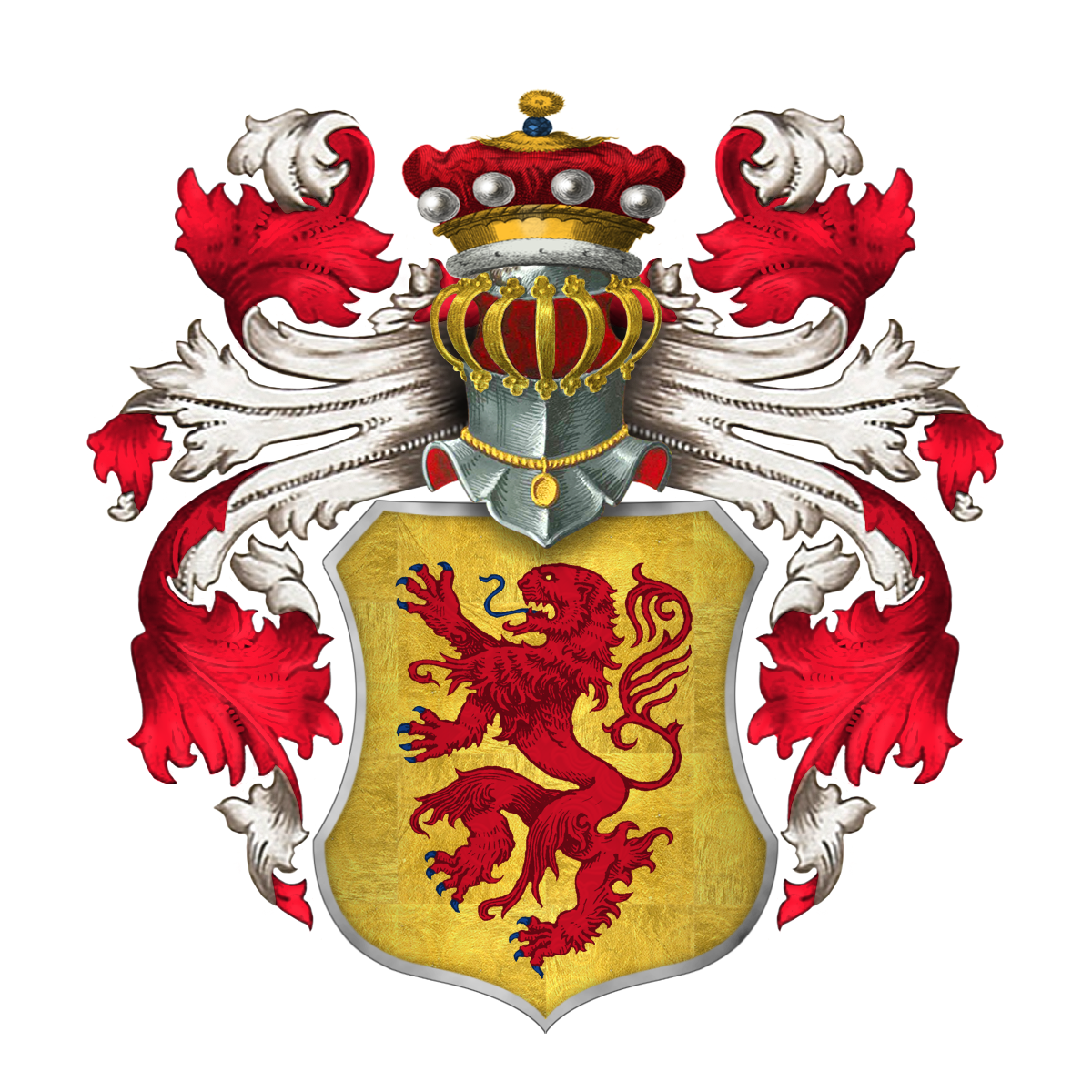
Wappen der Barone Cherleton

Baron Cherleton war ein erblicher britischer Adelstitel in der Peerage of England.

## Verleihung und Geschichte des Titels
Der Titel wurde am 26. Juli 1313 für den englischen Marcher Lord Sir John Cherleton geschaffen, indem dieser per Writ of Summons ins königliche Parlament berufen wurde. Er war in Cherleton im heutigen Wrockwardine bei Wellington in Shropshire begütert und hatte durch seine Ehe mit Hawise ap Owen zudem aus deren Recht die feudale walisische Herrschaft Powys Wenwynwyn geerbt.
Beim Tod des 5. Barons am 14. März 1421 fiel der Titel in Abeyance zwischen dessen beiden Töchtern Joan, Gattin des John Grey, 1. Earl of Tankerville, und Joyce, Gattin des John Tiptoft, 1. Baron Tiptoft bzw. deren Erben. Die Abeyance wurde bis heute nicht beendet.

## Liste der Barone Cherleton (1313)
- John Cherleton, 1. Baron Cherleton (1268–1353)
- John Cherleton, 2. Baron Cherleton († 1360)
- John Cherleton, 3. Baron Cherleton (1334–1374)
- John Cherleton, 4. Baron Cherleton (1362–1401)
- Edward Cherleton, 5. Baron Cherleton (1370–1421)